# Michael Ball (Bischof)
Michael Thomas Ball (* 14. Februar 1932) ist ein britischer anglikanischer Theologe. Er war von 1990 bis 1997 Bischof der Diözese Truro in der Church of England.
Ball wurde als Sohn von Thomas Ball und dessen Ehefrau Kathleen Ball, geb. Bradley, geboren. Er besuchte das Lancing College und studierte Lehramt am Queens’ College der Universität Cambridge. Seine erste Stelle erhielt er 1955 als Lehrer für Allgemeine Naturwissenschaften (General Science) an der Pocklington School in East Yorkshire. In Pocklington war er außerdem Tutor (House Tutor) am Junior Boarding House der Lyndhurst School.
1960 gab er seine Anstellung als Lehrer auf und gründete gemeinsam mit seinem Zwillingsbruder Peter Ball († 2019), dem späteren Bischof von Gloucester (1992–1993), in Stratford Park in  Stroud in der Grafschaft Gloucestershire die klösterliche Ordensgemeinschaft Community of the Glorious Ascension, die anfangs in Kelham, in der Nähe von Newark, ihren Sitz hatte. Er war Lehrer für die Fächer Biologie und Chemie an der Marling School in Stroud; bis 1975 war er Leiter der dortigen Lower School. 1971 wurde er zum Diakon geweiht; noch im gleichen Jahr folgte die Priesterweihe. Von 1976 to 1980 war er Kaplan (Chaplain) der Sussex University. 1980 wurde er zum Bischof geweiht. Von 1980 bis 1990 war er als „Bischof von Jarrow“ Suffraganbischof in der Diözese Durham. Ende Januar 1990 wurde er, als Nachfolger von Peter Mumford, der 13. Bischof von Truro. Er war der erste Bischof in der Diözese Truro, der die seit 1992 in der Church of England eingeführte Frauenordination umsetzte. Im Februar 1997 ging er in den Ruhestand. Sein Nachfolger wurde Bill Ind.
Ball war während seiner Amtszeit als Bischof von Truro Direktor (Director) der Truro Cathedral School (November 1991–Oktober 1996), des Truro Diocesan Board of Finance (August 1992–Februar 1997) und des Epiphany Trust Truro (Mai 1991–Februar 1997).
Ball schrieb das Buch Foolish Risks of God, eine Einführung in die religiösen Gleichnisse des Neuen Testaments; das Buch wurde Anfang 2003 veröffentlicht.
Michael Ball lebt in der Grafschaft Somerset.

## Mitgliedschaft im House of Lords
Ball gehörte in seiner Eigenschaft als Bischof von Truro von April 1996 bis zu seinem Ruhestand im Februar 1997 als Bischof von Truro als Geistlicher Lord dem House of Lords an.